# Arvi Aavik
Arvi Aavik (* 31. Dezember 1969 in Viljandi, Estnische SSR) ist ein estnischer Ringer.
Er nahm an den Olympischen Sommerspielen 1992 in Barcelona und an den Olympischen Sommerspielen 1996 in Atlanta teil. Dort belegte er im Freistil den 12. Platz im Schwergewicht.